# Saltos ornamentais nos Jogos Olímpicos de Verão de 2012 - Trampolim 3 m sincronizado feminino
A competição de saltos ornamentais na modalidade trampolim 3 metros sincronizado feminino foi disputada no dia 29 de julho no Centro Aquático, em Londres.

## Medalhistas
| Ouro   | CHN He Zi e Wu Minxia               |
| Prata  | USA Kelci Bryant e Abigail Johnston |
| Bronze | CAN Jennifer Abel e Émilie Heymans  |

## Resultados
| Pos.              | Atletas                                 | Saltos | Saltos | Saltos | Saltos | Saltos | Total  |
| Pos.              | Atletas                                 | 1      | 2      | 3      | 4      | 5      | Total  |
| ----------------- | --------------------------------------- | ------ | ------ | ------ | ------ | ------ | ------ |
| Medalha de ouro   | CHN He Zi / Wu Minxia                   | 54.00  | 52.80  | 79.20  | 80.10  | 80.10  | 346.20 |
| Medalha de prata  | USA Kelci Bryant / Abigail Johnston     | 52.80  | 52.20  | 74.70  | 70.20  | 72.00  | 321.90 |
| Medalha de bronze | CAN Jennifer Abel / Émilie Heymans      | 53.40  | 47.40  | 72.90  | 74.70  | 68.40  | 316.80 |
| 4                 | ITA Tania Cagnotto / Francesca Dallapé  | 52.20  | 52.20  | 74.70  | 63.90  | 71.10  | 314.10 |
| 5                 | AUS Sharleen Stratton / Anabelle Smith  | 49.20  | 49.20  | 70.20  | 69.75  | 66.60  | 304.95 |
| 6                 | UKR Olena Fedorova / Hanna Pysmenska    | 49.20  | 48.00  | 63.00  | 72.90  | 69.30  | 302.40 |
| 7                 | GBR Alicia Blagg / Rebecca Gallantree   | 49.80  | 52.20  | 56.70  | 72.00  | 54.90  | 285.60 |
| 8                 | MAS Cheong Jun Hoong / Pandelela Rinong | 46.20  | 47.40  | 54.00  | 71.10  | 64.80  | 283.50 |